# Kazuki Amagai

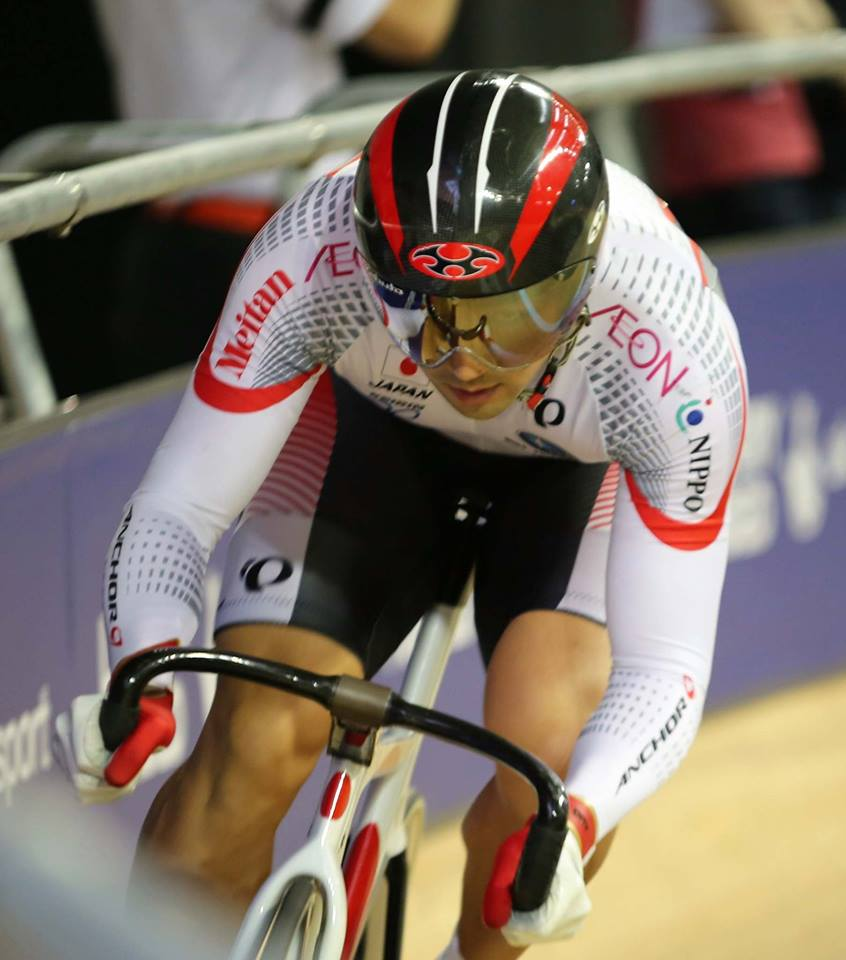
Amagai beim Weltcup 2016 in Glasgow

Kazuki Amagai (* 14. Januar 1990) ist ein ehemaliger japanischer Bahnradsportler, der auf die Kurzzeitdisziplinen im Bahnradsport spezialisiert war.

## Sportliche Laufbahn
Ab 2011 war Kazuki Amagai international im Bahnradsport aktiv, seine Erfolge lagen vorrangig auf der kontinentalen Ebene. Mehrfach stand er in der Disziplin Teamsprint mit wechselnden Partnern auf dem Podium. Bei den Bahnradsport-Weltmeisterschaften 2012 erreichte er gemeinsam mit Seiichirō Nakagawa und Kazunari Watanabe Rang vier. 2019 sowie 2020 wurde er im Teamsprint mit Yudai Nitta und Tomohiro Fukaya Asienmeister. Beim zweiten Lauf des Bahnrad-Weltcups 2018/19 in Hongkong belegte er mit Nitta und Fukaya Rang zwei. In seinem Heimatland war Amagai vorrangig als Fahrer in der nationalen Keirin-Serie bekannt.
Im Juli 2020 traf Kazuki Amagai vom internationalen Leistungsradsport zurück, nachdem sich die japanische Teamsprint-Mannschaft nicht für die Teilnahme an den Olympischen Spielen im Jahr darauf qualifiziert hatte.

## Erfolge
2011
- Asienmeisterschaft – Teamsprint (mit Tsubasa Kitatsuru und Kota Asai)

2012
- Asienmeisterschaft – Teamsprint (mit Tsubasa Kitatsuru und Kota Asai)

2015
- Asienmeisterschaft – Teamsprint (mit Yudai Nitta und Kazunari Watanabe)

2016
- Asienmeisterschaft – Teamsprint (mit Seiichirō Nakagawa und Kazunari Watanabe)

2017
- Asienmeisterschaft – Teamsprint (mit Kazunari Watanabe und Tomoyuki Kawabata)

2018
- Asienspiele – Teamsprint (mit Yudai Nitta und Tomohiro Fukaya)

2019
- Asienmeister – Teamsprint (mit Yudai Nitta und Tomohiro Fukaya)
- Weltcup in Cambridge – Teamsprint (mit Yudai Nitta und Tomohiro Fukaya)

2019/20
- Asienmeister – Teamsprint (mit Yudai Nitta und Tomohiro Fukaya)

## Teams
- 2012 Cyclo Channel Tokyo